# سافت گرانج

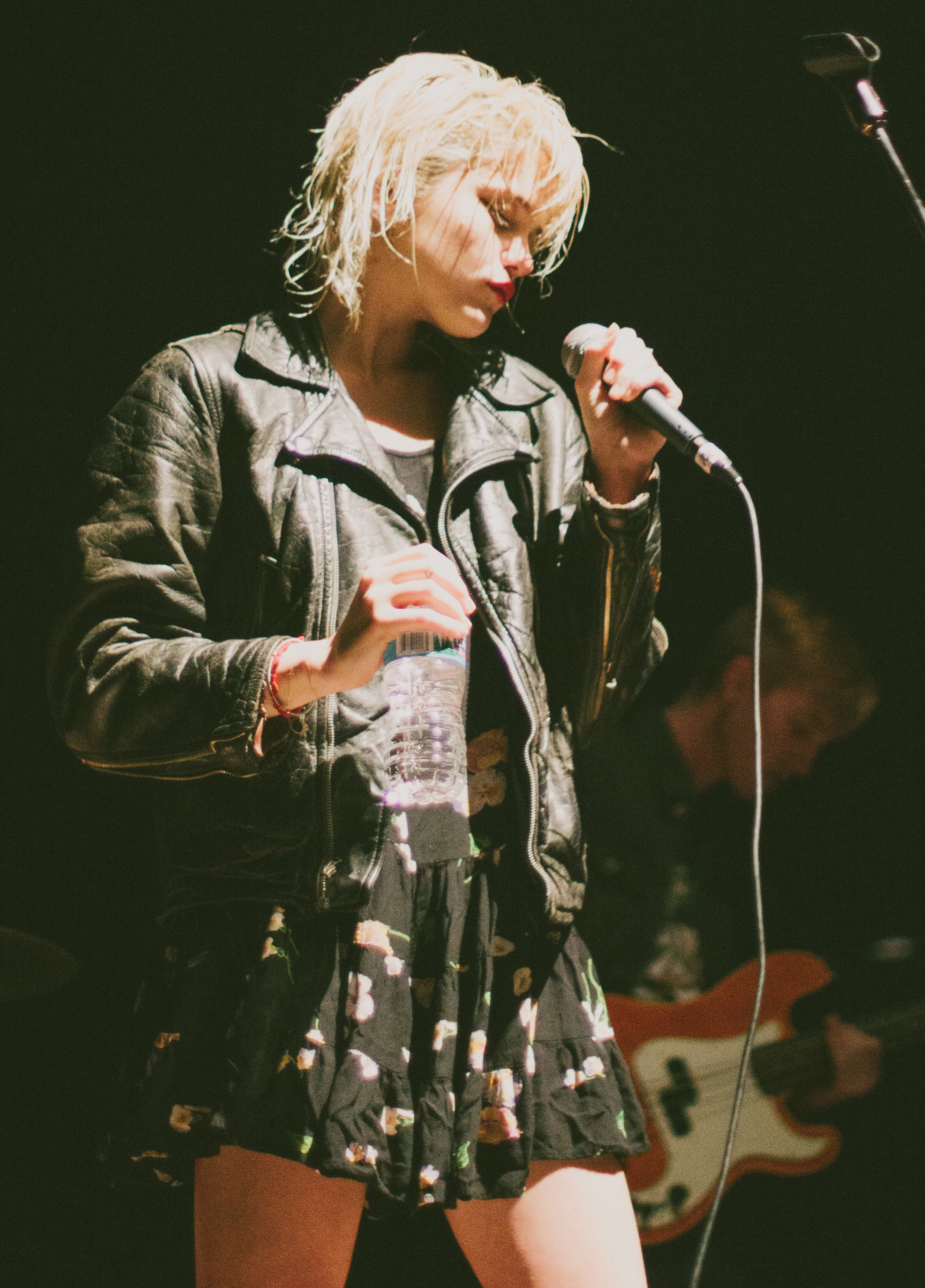
نشریاتی چون آلترناتیو پرس و آی-دی اسکای فریرا را مسبب محبوبیت مد سافت گرانج می‌دانند.

سافت گرانج (یا تامبلر گرانج) (به انگلیسی: Soft grunge) یک سبک مد بود که در اواخر دههٔ ۲۰۰۰ و اوایل دههٔ ۲۰۱۰ در تامبلر پدید آمد. این سبک که ریشه در مد «ایندی اسلیز» دههٔ ۲۰۰۰ داشت و بیش از آن از مد دههٔ ۹۰، به‌ویژه گرانج، تأثیر گرفته بود، در واقع به‌عنوان نوعی جواب یا اعتراض به سلطه فرهنگ پرزرق‌وبرق تناسب اندام که در آن زمان بر فرهنگ عامه مسلط بود، پدید آمد. ویژگی بارز این سبک تلفیق عناصر بامزه و تهاجمی می‌باشد؛ از جمله چوکر، دامن تنیس، کت و چکمه‌های چرمی، تاج گل، شلوار جین پاره و رنگ‌های پاستلی. سافت گرانج حدود سال ۲۰۱۴ به اوج محبوبیت خود رسید؛ در این دوره طراحان مد سطح بالا همچون هادی سلیمان و جرمی اسکات آن‌را پذیرفته بودند و چهره‌هایی نظیر چارلی ایکس‌سی‌ایکس به پوشیدن این سبک روی آورده بودند. سافت گرانج با پیوند دادن خرده‌فرهنگ، مد و موسیقی در بستر اینترنت، یکی از اولین سبک‌هایی بود که به‌عنوان یک «زیبایی‌شناسی اینترنتی» شناخته شد. این سبک در اوایل دههٔ ۲۰۲۰ با موج کوچکی در اپلیکیشن اشتراک ویدئو تیک‌تاک جانی دوباره یافت.